# Нотеч
Нотеч (пољ. Noteć) је река у Пољској. Дуга је 388 km. Улива се у Варту. 